# Dyrön (naturreservat)
Dyrön är ett naturreservat i Kristinehamns kommun i Värmlands län.
Området är naturskyddat sedan 2006 och är 543 hektar stort. Reservatet omfattar ön Dyrön med kringliggande vatten och holmar i Vänern. Reservatet består av lövskog som tidigare varit hagmark. 